# 14e étape du Tour d'Italie 2008
La quatorzième étape du Tour d'Italie 2008 s'est déroulée le 24 mai entre Vérone et Alpe Di Pampeago, dans le Val di Fiemme, dans le Trentin-Haut-Adige.

## Parcours
La quatorzième étape constitue la première partie du triptyque des Dolomites. Après le départ de Vérone, deux premières côtes ne comptant pas pour le classement de la montagne amènent la course à 729 puis 931 mètres d'altitude, respectivement à Cerro Veronese (kilomètre 21) et Fosse (km 41). Le parcours redevient plat sur une centaine de kilomètres, remontant le cours de l'Adige dans la Vallagarina. Les difficultés commencent entre Mattarello et Vigolo Vattaro (724 mètres d'altitude). Viennent ensuite les deux grands cols : le passo Manghen et l'Alpe di Pampeago. L'ascension du premier, qui démarre à Borgo Valsugana, est longue de 23,4 kilomètres et emmène les coureurs à 2 047 mètres d'altitude. Sa pente moyenne est de 7,1 %, avec un maximum à 15 %. La montée finale de l'Alpe di Pampeago, à 1 740 mètres d'altitude, est longue de 7,8 kilomètres pour une pente moyenne de 9,6 %,.

## Classement de l'étape
| \| 1. \| Emanuele Sella \| CSF Group Navigare \| en \| 5 h 37 min 15 s \| \| 2. \| Vasil Kiryienka \| Tinkoff Credit Systems \| + \| 4 min 38 s \| \| 3. \| Joaquim Rodríguez \| Caisse d'Épargne \| \| 5 min 08 s \| \| 4. \| José Rujano \| Caisse d'Épargne \| \| 7 min 28 s \| \| 5. \| Paolo Bettini \| Quick Step \| \| 7 min 59 s \| \| 6. \| Denis Menchov \| Rabobank \| \| 8 min 48 s \| \| 7. \| Franco Pellizotti \| Liquigas \| \| 8 min 57 s \| \| 8. \| Riccardo Riccò \| Saunier Duval-Scott \| \| m.t. \| \| 9. \| Gilberto Simoni \| Serramenti PVC Diquigiovanni \| \| 9 min 01 s \| \| 10. \| Jurgen Van den Broeck \| Silence-Lotto \| \| m.t. \| |                       |                              |    |                 |
| 1. | Emanuele Sella        | CSF Group Navigare           | en | 5 h 37 min 15 s |
| 2. | Vasil Kiryienka       | Tinkoff Credit Systems       | +  | 4 min 38 s      |
| 3. | Joaquim Rodríguez     | Caisse d'Épargne             |    | 5 min 08 s      |
| 4. | José Rujano           | Caisse d'Épargne             |    | 7 min 28 s      |
| 5. | Paolo Bettini         | Quick Step                   |    | 7 min 59 s      |
| 6. | Denis Menchov         | Rabobank                     |    | 8 min 48 s      |
| 7. | Franco Pellizotti     | Liquigas                     |    | 8 min 57 s      |
| 8. | Riccardo Riccò        | Saunier Duval-Scott          |    | m.t.            |
| 9. | Gilberto Simoni       | Serramenti PVC Diquigiovanni |    | 9 min 01 s      |
| 10. | Jurgen Van den Broeck | Silence-Lotto                |    | m.t.            |

## Classement général
| \| 1. \| Gabriele Bosisio \| LPR Brakes \| en \| 63 h 10 min 47 s \| \| 2. \| Alberto Contador \| Astana \| + \| 5 s \| \| 3. \| Marzio Bruseghin \| Lampre \| \| 28 s \| \| 4. \| Riccardo Riccò \| Saunier Duval-Scott \| \| 1 min 02 s \| \| 5. \| Danilo Di Luca \| LPR Brakes \| \| 1 min 07 s \| \| 6. \| Andreas Klöden \| Astana \| \| 1 min 11 s \| \| 7. \| Denis Menchov \| Rabobank \| \| 1 min 18 s \| \| 8. \| Gilberto Simoni \| Serramenti PVC Diquigiovanni \| \| 1 min 31 s \| \| 9. \| Franco Pellizotti \| Liquigas \| \| 1 min 32 s \| \| 10. \| Giovanni Visconti \| Quick Step \| \| 1 min 35 s \| |                   |                              |    |                  |
| 1. | Gabriele Bosisio  | LPR Brakes                   | en | 63 h 10 min 47 s |
| 2. | Alberto Contador  | Astana                       | +  | 5 s              |
| 3. | Marzio Bruseghin  | Lampre                       |    | 28 s             |
| 4. | Riccardo Riccò    | Saunier Duval-Scott          |    | 1 min 02 s       |
| 5. | Danilo Di Luca    | LPR Brakes                   |    | 1 min 07 s       |
| 6. | Andreas Klöden    | Astana                       |    | 1 min 11 s       |
| 7. | Denis Menchov     | Rabobank                     |    | 1 min 18 s       |
| 8. | Gilberto Simoni   | Serramenti PVC Diquigiovanni |    | 1 min 31 s       |
| 9. | Franco Pellizotti | Liquigas                     |    | 1 min 32 s       |
| 10. | Giovanni Visconti | Quick Step                   |    | 1 min 35 s       |

## Classements annexes
| Classement             | Coureur            | Total             |
| ---------------------- | ------------------ | ----------------- |
| Points                 | Daniele Bennati    | 144 pts           |
| Montagne               | Emanuele Sella     | 62 pts            |
| Sprints Intermédiaires | Jérémy Roy         | 18 pts            |
| Équipe                 | CSF Group Navigare | 188 h 22 min 35 s |
| Équipe par points      | Liquigas           | 229 pts           |
| Jeune                  | Riccardo Riccò     | 63 h 11 min 49 s  |
| Échappée               | Mickaël Buffaz     | 464 km            |
| Combativité            | Daniele Bennati    | 40 pts            |